# Katerina Jacob

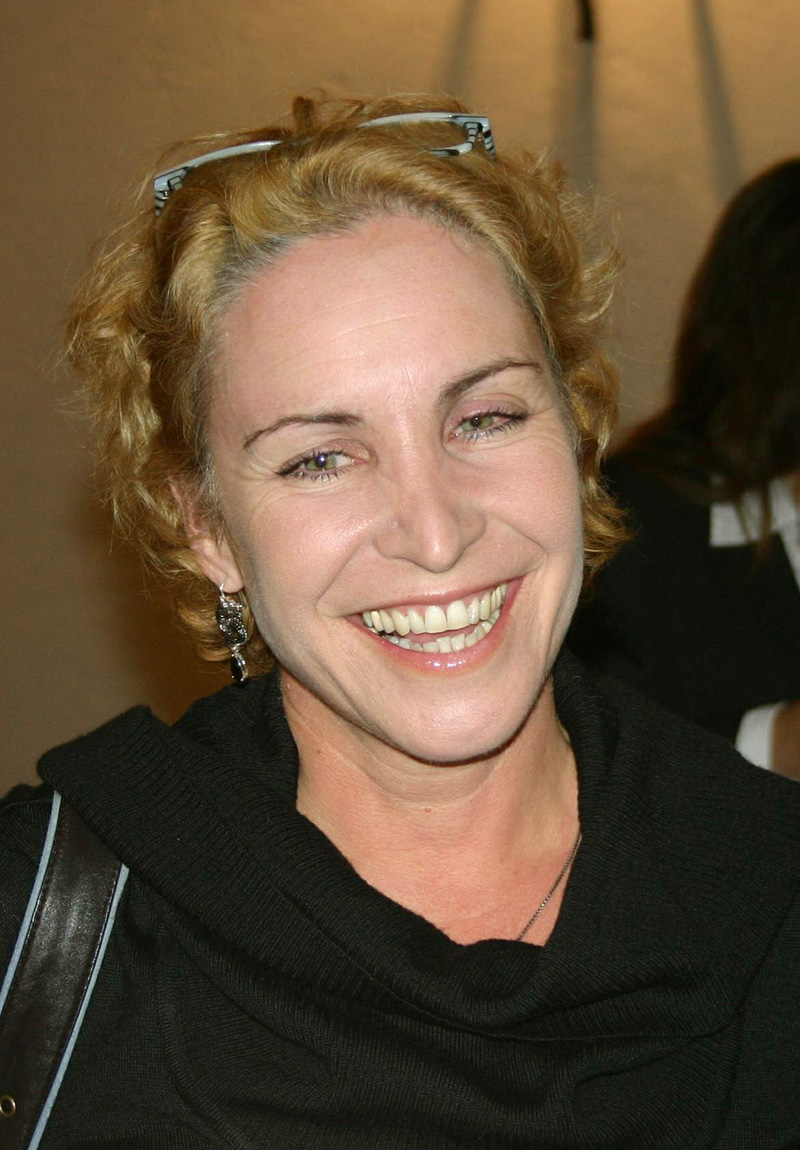
Katerina Jacob in München (2007)

Katerina Jacob (* 1. März 1958 in München) ist eine deutsche Schauspielerin und Synchronsprecherin. Neben der deutschen besitzt sie auch die kanadische Staatsbürgerschaft.

## Leben und Karriere
Jacob stammt aus einer Künstlerfamilie: Ihre Mutter war die Schauspielerin Ellen Schwiers (1930–2019), ihr Vater war der Filmproduzent Peter Jacob. Der früh verstorbene jüngere Bruder Daniel Jacob (1963–1985) arbeitete als Schauspieler, ihr Onkel Holger Schwiers ist ebenfalls Schauspieler und Synchronsprecher; auch ihr Großvater Lutz Schwiers war Bühnenschauspieler. Durch ihre Mutter kam Jacob bereits im Alter von 15 Jahren zu ihrer ersten Rolle im TV-Dreiteiler Der rote Schal. 1977 wurde sie mit ihrer ersten Titelrolle als Grete Minde bundesweit bekannt. Später ging sie für die Schauspielausbildung an das renommierte Institut von Lee Strasberg in New York City und erhielt 1980 ihr erstes Bühnenengagement als Gretchen im Faust I bei den Bad Hersfelder Festspielen. Bis heute findet sie immer Zeit für Gastspiele mit Tournee-Theatern.
Daneben spielte Jacob zahlreiche Rollen in Film und Fernsehen, unter anderem in Derrick, Die Schwarzwaldklinik, Eurocops und eine Hauptrolle in der Serie Alle meine Töchter. Besonders populär war sie in ihrer Rolle als Kriminalkommissarin ‚Sabrina Lorenz‘ in der Serie Der Bulle von Tölz, in der sie von 1995 bis 2005 neben Ottfried Fischer zu sehen war. 2012 äußerte sie, dass sie mittlerweile finanziell in der Lage sei, nur noch an den Projekten zu arbeiten, von denen sie überzeugt ist. Anschließend stand sie deutlich seltener für Fernsehprojekte vor der Kamera.
In der Synchronisation lieh  Katerina Jacob ihre Stimme bekannten Schauspielkolleginnen wie Elizabeth Hurley (Austin Powers – Das Schärfste, was Ihre Majestät zu bieten hat und Spion in geheimer Missionarsstellung) und Emma Thompson (Viel Lärm um nichts und Wiedersehen in Howards End).
Mit ihrem Soloprogramm Die Mysterien der Liebe oder das unheimliche Phänomen des Testosterons tritt sie auch auf der Kabarettbühne auf.
1977 studierte Jacob Malerei an der Münchner Hochschule für bildende Künste. 1998 kehrte sie in Kanada wieder zu diesem Fach zurück und malt seitdem erfolgreich.
2012 wirkte sie bei der siebten Staffel von Dancing Stars mit, wo sie in der ersten Vorrunde ausschied. Im Jahr 2013 war sie mit ihrem Bühnenstück Sara soll unter die Haube auf Tournee. Sie spielte die Rolle der ‚Sara Hastings‘. Ihre Mutter Ellen Schwiers stand mit ihr zusammen auf der Bühne; sie verkörperte ihre energische ‚Tante Martha‘.
Von 1997 bis zur Scheidung 2002 war Jacob mit dem Regisseur Oliver Hengst verheiratet. Seit einigen Jahren lebt sie mit dem deutsch-kanadischen Makler Jochen Neumann in Kanada und auf Antigua zusammen. Die Hochzeit fand im September 2011 statt. Ihre Tochter Josephine Jacob (* 30. September 1981) ist mit dem kanadischen Schauspieler Roger Cross liiert.

## Filmografie (Auswahl)
- 1973: Der rote Schal (TV-Dreiteiler)
- 1977: Grete Minde
- 1977: Onkel Silas (TV-Zweiteiler)
- 1978: Der Alte – Nachtmusik
- 1978: Derrick – Steins Tochter
- 1978: Lady Audleys Geheimnis
- 1978: Schwüle Tage
- 1979: Derrick – Karo As
- 1979: Es begann bei Tiffany
- 1979: Nathan der Weise
- 1979: Heinrich, der gute König (TV-Sechsteiler)
- 1980: Primel macht ihr Haus verrückt
- 1984: Die Schwarzwaldklinik
- 1984: Der Mann, der keine Autos mochte
- 1988: Die letzte Fahrt der San Diego
- 1992: Glückliche Reise – Singapur und Borneo
- 1993: Der Bergdoktor (Fernsehserie, 1 Folge)
- 1993: Immer wieder Sonntag
- 1993: Bommels Billigflüge
- 1995–2000: Alle meine Töchter
- 1995–2001: Der Landarzt
- 1995–2005: Der Bulle von Tölz
- 1996: Klinik unter Palmen
- 1997: Katrin ist die Beste
- 1998–2009: Polizeiruf 110
  - 1998: Todsicher
- 1999 Schlosshotel Orth-Liebeskummer
  - 2007: Tod eines Fahnders
  - 2007: Tod in der Bank
  - 2007: Verstoßen
  - 2008: Keiner schreit
  - 2008: Taximord
  - 2008: Wolfsmilch
  - 2009: Der Tod und das Mädchen
  - 2009: Fehlschuss
- 2000–2003: Samt und Seide (Serie)
- 2006: Herzdamen
- 2009: Mord in bester Gesellschaft – Der süße Duft des Bösen
- 2009: Utta Danella – Schokolade im Sommer
- 2010: Das Traumhotel – Chiang Mai
- 2011: Im Fluss des Lebens
- 2013: Herzdamen an der Elbe
- 2017: Kreuzfahrt ins Glück – Hochzeitsreise nach Sardinien
- seit 2020: Anna und ihr Untermieter
  - 2020: Aller Anfang ist schwer
  - 2022: Dicke Luft
  - 2023: Wenn du träumst von der Liebe
  - 2025: Plötzlich Schwiegermutter
- 2021: Stadtkomödie – Die Lederhosenaffäre (Fernsehreihe)
- 2025: Watzmann ermittelt – Tödliche Familien (Fernsehserie)

## Literarische Werke
- Oh (weia) Kanada – Mein Abenteuer vom Auswandern. mvgverlag, München 2015, ISBN 978-3-86882-559-6.
- Alles nur Theater – Mein abgefahrenes Leben auf Tournee. mvgverlag, München 2016, ISBN 978-3-86882-686-9.